# Anna-Maria Sieklucka
Anna-Maria Sieklucka (Lublin, 1992. május 31. –) lengyel színésznő. A legismertebb filmjei a 365 nap (2020), a 365 nap: Ma (2022) és a 365 nap: Egy újabb nap (2022).

## Pályafutása
Sieklucka Kelet-Lengyelország legnagyobb városában, Lublinban született. Apja, Jerzy Antoni Sieklucki ügyvéd.
Az AST Nemzeti Színházművészeti Akadémia wrocławi székhelyű Bábszínészi Karán tanult, és 2018-ban szerzett diplomát. Folyékonyan beszél; lengyelül, angolul, franciául és németül.
2019 októberében feltűnt a Na dobre i na złe című lengyel televíziós sorozat egyik epizódjában , amelynek középpontjában a mentősök és a kórházi személyzet élete állt.
A 2020-ban bemutatott 365 nap című filmben főszereplőként Laura Biel-t alakította, a másik főszereplő Michele Morrone mellett.
Az alkotást kihívásnak nevezte, és a forgatókönyv elolvasása után habozott, hogy elfogadja-e a szerepet.
A film nagyon negatív fogadtatásban részesült, de a világ számos országában népszerű volt, a Newsweek szerint ez volt a legnézettebb Netflix - film 2020-ban.

## Filmográfia

### Film
| Év   | Magyar cím             | Eredeti cím        | Szerep                | Magyar hang |
| ---- | ---------------------- | ------------------ | --------------------- | ----------- |
| 2020 | 365 nap                | 365 Days           | Laura Biel            | Dobó Enikő  |
| 2022 | 365 nap: Ma            | 365 Days: This Day | Laura Biel–Torricelli | Dobó Enikő  |
| 2022 | 365 nap: Egy újabb nap | The Next 365 Days  | Laura Biel–Torricelli | Dobó Enikő  |